# سنگ‌نوشته بیستون
سنگ‌نوشته یا کتیبه بیستون بزرگ‌ترین سنگ‌نوشتهٔ جهان، نخستین متن شناخته شدهٔ ایرانی و از آثار دودمان هخامنشیان (۵۲۰ پ. م) واقع در شهر بیستون از توابع شهرستان هرسین در استان کرمانشاه و در فاصله سی کیلومتری مرکز استان بر دامنه کوه بیستون است. سنگ‌نوشته بیستون یکی از مهم‌ترین و مشهورترین سندهای تاریخ جهان و مهم‌ترین متن تاریخی در زمان هخامنشیان است که شرح پیروزی داریوش بزرگ را بر گئومات مغ و به بند کشیدن یاغیان را نشان می‌دهد. ژنرال گاردان فرانسوی معتقد بود که سنگ‌نوشته بیستون، نمایشگر مسیح و ۱۲ حواریون وی می‌باشد در حالی که رابرت کر پورتر، جهانگرد، دیپلمات و نویسنده انگلیسی نیز اعتقاد داشت که این سنگ‌نوشته، اشاره به ماجرای شلمنسر یکم و ده قبیله گمشده بنی‌اسرائیل دارد.
سنگ‌نوشته بیستون از آنجایی که در ۳ نسخه مشابه (هم‌معنی) به زبان ایلامی، زبان اکدی و فارسی باستان و به خط میخی نگاشته شده است یکی از مهم‌ترین عوامل رمزگشایی خط میخی و زبان فارسی باستان بوده است و اهمیتی مشابه با سنگ رزتا در رمزگشایی از هیروگلیف مصری دارد. محوطه بیستون از آثار ملی ایران است و خود این اثر هم از سال ۲۰۰۶ یکی از آثار ثبت شدهٔ ایران در میراث جهانی یونسکو است.

## نام بیستون
واسیلی بارتولد معتقد بود که واژهٔ بیستون از دو واژهٔ «بغ» به معنی خدا و «ستان» (پسوند مکان به معنی جایگاه و سرزمین) تشکیل شده است و به صورت «بغستان» به معنی «جایگاه خدایان» بوده است.
نخستین اشاره به این جایگاه در کتاب دیودوروس سیکولوس بود که در آن بخشی از نوشته‌های کتزیاس یونانی دربارهٔ بیستون آورده شده است. در این اشاره سنگنبشته بیستون کنده شده به دست سمیرامیس ملکه اسطوره‌ای آشوری معرفی شده و بیستون را (Bagastanon oros) معرفی کرده است. در آن اشاره به بیستون آورده شده بود که کوه بیستون به اهورامزدا پیشکش شده است.
واژه بیستون در زبان پهلوی «بَهیستان» و سپس «بَهیستون» شد. این واژه در سده‌های نخست اسلامی «بهستون» و امروزه بیستون خوانده می‌شود. یادآوری می‌گردد شکل واژه‌ای که امروزه «بی ستون» به معنی «بدون ستون» گفته می‌شود، از گویش‌های محاوره‌ای بوده و فاقد اعتبار است.

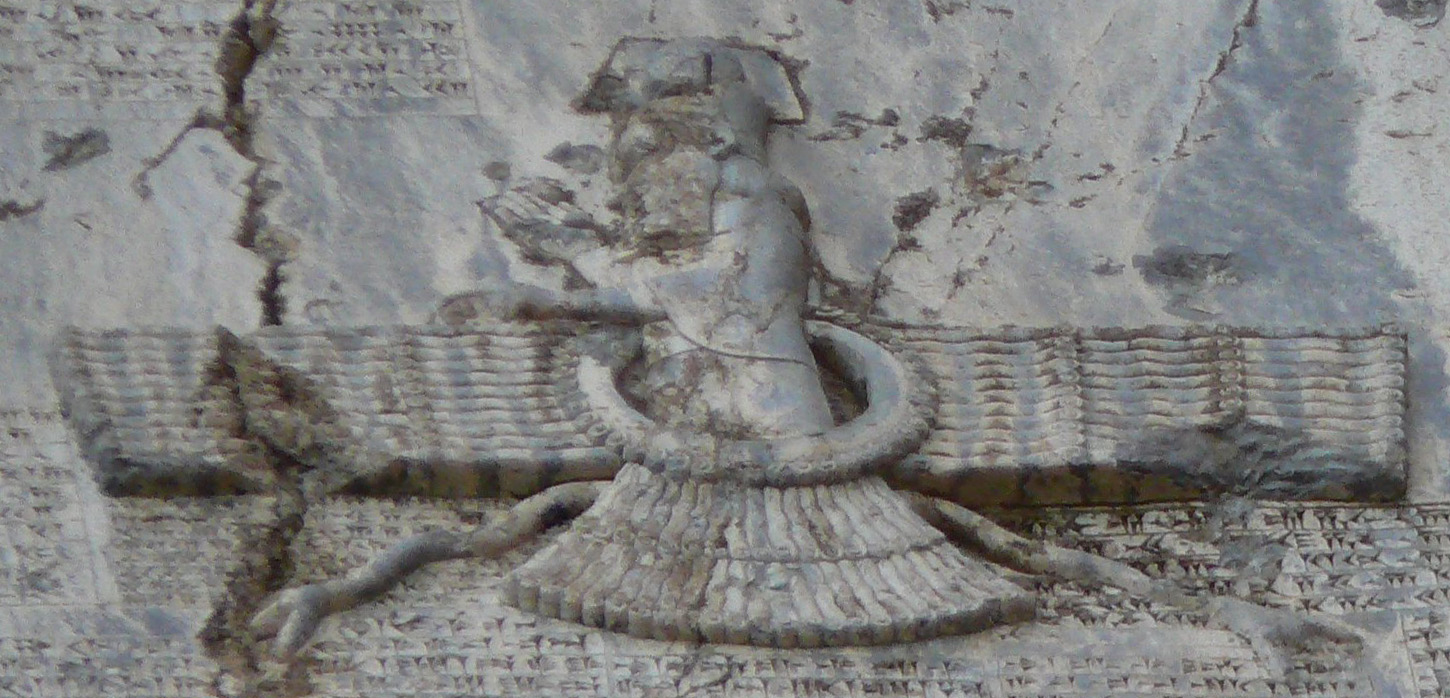
فر کیانی بیستون و کنده‌کاری خط میخی سنگ‌نوشته در کرمانشاه به سال ۵۲۰ پیش از میلاد مسیح

## روش ساخت
سنگ‌نوشتهٔ بیستون در ارتفاع چند ده متری از سطح زمین و بر دامنهٔ جنوبی کوه پرآو ساخته شده است و از آثار به جای مانده از پلکانی در قسمت بالایی کوه بیستون احتمال می‌رود که سنگ تراشان از این راه برای رسیدن به محل سنگ نبشته استفاده می‌کرده‌اند و پس از پایان کار پلکان را به منظور غیرقابل دسترس کردن اثر تراش داده‌اند. سنگ‌نوشتهٔ بیستون بر صخره ای از جنس سنگ آهکی ایجاد شده که بنا به آثار لعاب قهوه‌ای رنگی که سطح سنگ نبشته را پوشانده و همچنین بقایای سربی که در چند سطر نخست اثر دیده شده است به نظر می‌آید که در پایان کار برای افزایش طول عمر اثر تمام نمای آن را با اندودی ناشناخته پوشانده‌اند.
بر اساس نظرات ترومپلمان که لوشی و هینتس نیز آن را پذیرفته‌اند، کنده کاری این نقش برجسته و قلم زنی این سنگ‌نوشتهٔ سه زبانه به ترتیب پی آیند انجام گرفته است:
1. نقش برجسته
2. نخستین روایت عیلامی بر روی چهار صفحهٔ سمت راست
3. روایت اکدی روی تخته سنگ بلند سمت چپ
4. روایت پارسی باستان در چهار صفحهٔ زیر نقش برجسته
5. دومین نسخهٔ روایت عیلامی را در سه صفحهٔ زیر روایت اکدی، در سال ۵۱۸ ق. م و پس از آن افزوده‌اند که اضافه کردن نقش اِسکونخهٔ شورشی به نخستین روایت ایلامی آسیب زده است.
6. افزودن قطعهٔ پنجمی به فارسی باستان پس از افزودن تصویر اسکونخه.[۷]

## در منابع دیگر

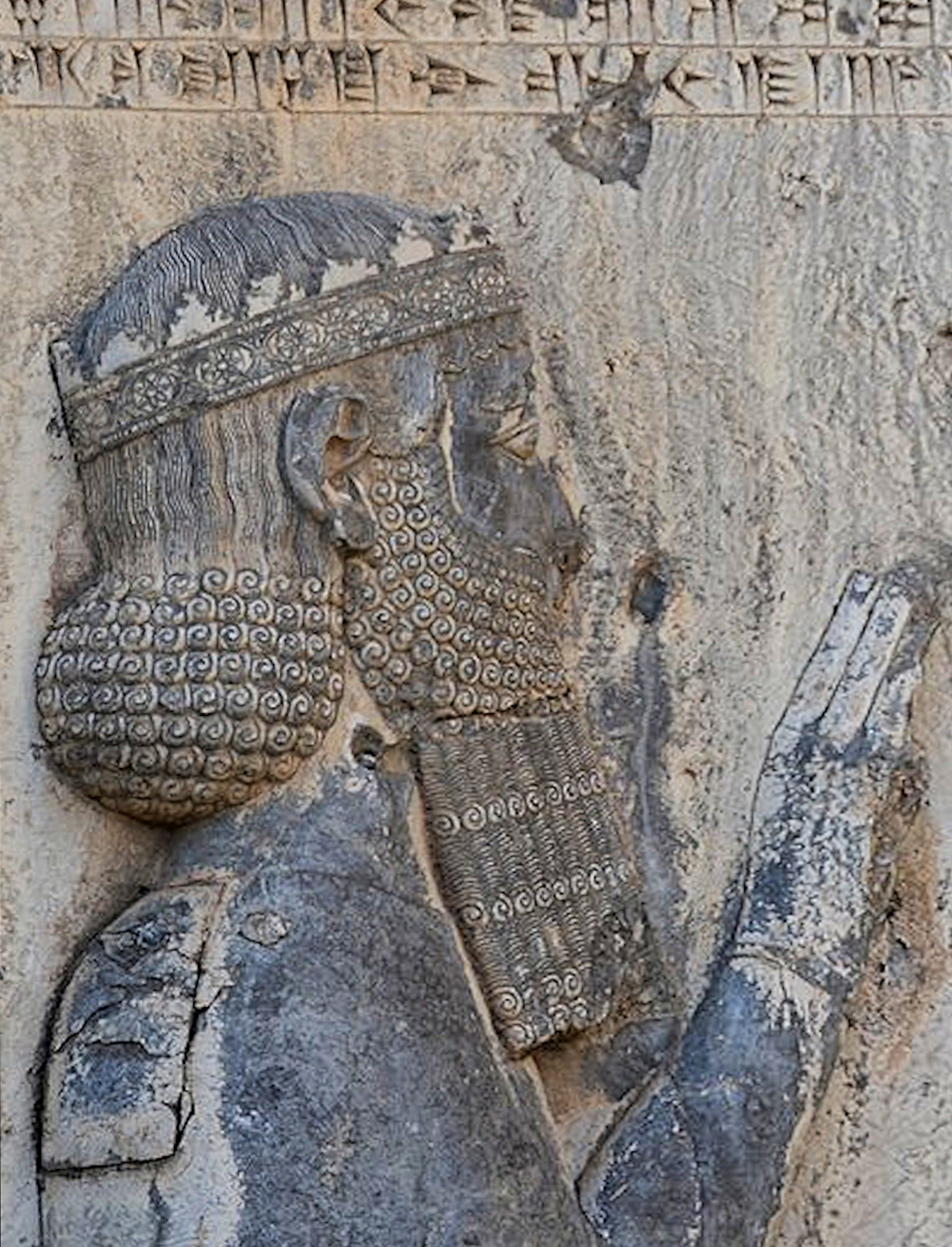
نقش سر داریوش با تاج

در اخبار و روایات محلی معاصر ایران اینطور شایع شده است که در کوه بیستون پیکر ۹ درویش نقش شده است. در روایات و اخبار قرون وسطی و معاصر مضمون و معنای سنگ‌نوشته‌های داریوش روشن نبوده است. گرچه سنگ‌نوشتهٔ بیستون برای دیر زمانی یادگار فرمانروای عظیم ایران بوده، از آنجا که خواندن آن میسر نبوده و به‌علاوه خط میخی فارسی باستان نیز در پایان سلطنت هخامنشیان به کلی فراموش شده بود، از اینرو مضمون و معنای سنگ‌نوشتهٔ مزبور حتی برای رزم‌آوران اسکندر مقدونی نیز معمایی بوده است. موقع خاص صخرهٔ بیستون که در کنار جادهٔ کاروان‌رو در ارتفاع زیاد، بالای جلگه‌ای وسیع و حاصل‌خیز قرار گرفته و نیز شاید این نکته که محل مزبور مقدس و قابل احترام است موجب آن بوده که داریوش این محل را برای نقش سنگ‌نوشتهٔ خود برگزیند.
به علت اهمیت این جادهٔ کاروان‌رو که همدان را به بغداد متصل می‌کرده، جغرافیدان‌های عرب مخصوصاً ابن رسته آن را به تفضیل توصیف کرده‌اند. دربارهٔ جغرافی‌دان عرب ابن حوقل در حدود سال ۹۷۷ میلادی می‌نویسد که در کوه بیستون تصویر یک مکتب‌خانه با معلمی چوب در دست و تعدادی شاگرد و همچنین یک آشپزخانه با آشپزی که چمچه در دست دارد و نیز دیگی بر روی سه‌پایه، نقش شده است.

## نقش برجسته
ارتفاع کلی سنگ‌نوشته ۷ متر و ۸۰ سانتی‌متر و طول آن ۲۲ متر می‌باشد و در مرکز آن ۵ ستون به خط میخی فارسی باستان دیده می‌شود. هر یک از ۴ ستون اولیه قدری کمتر از ۲ متر عرض و ۴ متر ارتفاع دارد. متن فارسی باستان جمعاً ۵۲۵ سطر دارد. بر روی پنج ستون مذکور اهورامزدا بر روی صفحهٔ برآمده‌ای قرار گرفته و بر روی همهٔ این اشکال در حال پرواز است. اهورامزدا با چهرهٔ انسانی و ریشی مستطیلی تجسم یافته و از میان انوار یک قرص خورشید بسیار بزرگ که در حال نورافشانی، پدیدار گشته است. بر روی سر او یک تاج تابناک با شاخ‌هایی قرار گرفته که نشانه و رمز خدایی بودن اوست. اهورامزدا دست چپش را با حلقه‌ای به سوی داریوش دراز کرده و به این ترتیب مشغول انجام مراسمی مبنی بر تسلیم قدرت و سلطهٔ پادشاهی به داریوش می‌باشد. وی با دست راستش که بلند کرده خیر و برکت برای داریوش می‌خواهد. خود داریوش تاج پادشاهی بر سر دارد. سبیلهایش تابیده و ریشش مستطیلی شکل و به شیوهٔ ریش پادشاهان آشور است که ده طره داشته. دست راست داریوش به حالت دعا و راز و نیاز به سوی اهورامزدا دراز است و با دست چپش کمانی را گرفته است. داریوش به اندازهٔ معمولی یعنی به قد ۱۸۰ سانتی‌متر نشان داده شده است. داریوش با پای راست خود گئومات را زیر لگد انداخته به‌طوری‌که یک پا و دو دست گئومات به حالت تضرع بالا آمده است. از سمت چپ، در پشت سر داریوش دو نفر از درباریان نیزه‌دار و کماندار با تیرکش ایستاده‌اند و هر دو ریش‌های بلندی دارند. با توجه به نقشه‌های نقش رستم، نیزه‌دار مذکور «گبری» و کماندار «آسپاتینا» می‌باشد. این دو نفر قدشان از داریوش کوتاه‌تر و در حدود ۱۵۰ سانتی‌متر است، ولی از پادشاهان یاغی که مجسمهٔ آن‌ها تا سینهٔ داریوش است (۱۲۰ سانتی‌متر)، بلندترند. پشت گئومات بلافاصله ۸ نفر از غاصبان تخت و تاج پادشاهی و پیشوای قبیلهٔ سکاها، «تیگراخائودا» که نظر به تیزی نوک کلاهش هشت سانتی‌متر از داریوش بلندتر است، نقش گردیده است. همهٔ آن‌ها به وسیلهٔ زنجیری به یکدیگر متصل هستند. قسمتی از مجسمه‌های سنگ‌نوشتهٔ بیستون در زمان دو جنگ جهانی موقعی که سربازان از کنار آن عبور کرده‌اند، ویران گردیده است. مجموعاً این نقوش حد متوسط ۳ متر ارتفاع و ۵٫۴۸ متر طول دارد.
این نقش برجسته پیروزی داریوش بزرگ را بر گوماته مغ و به بند کشیدن یاغیان را نشان می‌دهد. طول این نقش برجسته ۶ متر و عرض آن ۳٫۲۰ متر می‌باشد، نماد فروهر بالای نقش دیده می‌شود. داریوش دست راستش را به نشانه ستایش اهورامزدا بالا برده و پای چپش را بر سینه گئومات مغ که زیر پای او افتاده نهاده است. شورشیان که دست‌هایشان از پشت و گردنشان با ریسمان به هم بسته شده است پشت سر هم در برابر داریوش ایستاده‌اند. یک نیزه دار و یک کماندار پشت سر داریوش دیده می‌شوند. بلندی قامت داریوش در نقش ۱۸۰ سانتیمتر، قامت نیزه دار و کماندار حدود ۱۵۰ سانتیمتر و قامت شورشیان حدود ۱۲۰ سانتیمتر است. متن و نقش بر اثر عواملی چند از جمله عوامل زمین شناختی فرسایش باران و باد رسوب مواد آلی رشد جلبک در درز سنگ‌ها و تأثیر سایر پدیده‌های طبیعی فیزیکی شیمیایی و نیز تخریب به دست بشر به ویژه در عصر رواج تفنگ - که از قسمت‌های برجسته و نمایان‌تر نقش و از فاصله دور به عنوان نشانه استفاده می‌کرده‌اند - و ناآگاهی‌ها و بی‌مبالاتی‌های دیگر آسیب جدی دیده است.
اسامی کسانی که در بند کشیده شده‌اند (به ترتیب از سمت داریوش):
| ردیف | نام         | شناسه            |
| ---- | ----------- | ---------------- |
| ۱    | آثرین       | اولین شورشی شوش  |
| ۲    | ندئیت ب ئیر | اولین شورشی بابل |
| ۳    | مرتی ی      | دومین شورشی شوش  |
| ۴    | فرورتیش     | شورشی ماد        |
| ۵    | چی ثرتخم    | شورشی ساگارات    |
| ۶    | وه یزدات    | شورشی پارس       |
| ۷    | ارخ         | دومین شورشی بابل |
| ۸    | فرادا       | شورشی مرو        |
| ۹    | سکونخا      | شورشی سکا        |

## سنگ‌نبشته

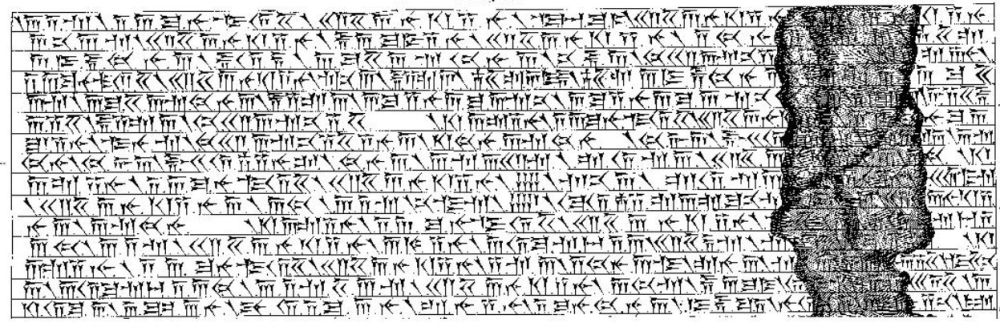
ستون یک (DB I 1-15)

متن سنگ‌نوشته را می‌توان (بر اساس ترجمه آلمانی آن) به صورت زیر خلاصه کرد:
1. ستون یک: نام شاه؛ عناوین؛ سلسله نسب؛ حدود و رسم حکومتش.[۱۲]
2. ستون دو: قتل بردیا توسط کمبوجیه؛ شورش گئومات؛ مرگ کمبوجیه؛ ترور گئومات؛ جانشینی داریوش بر تخت سلطنت.[۱۳]
3. ستون سه: شورش آثرین در عیلام و ندینتئیرا در بابل؛ اعدامشان.[۱۴]
4. ستون چهار، بند۱: فهرست ۹ استانی که هنگام حضور داریوش در بابل شوریدند.[۱۵]
5. ستون چهار، بند۲: شورش مارتیا در عیلام و اعدامش.[۱۶]
6. ستون چهار، بند۳: شورش فرورتیش در ماد و اعدامش در اکباتان؛ پیروزی‌های متعدد در همین زمان توسط فرماندهان شاه بر شورشیان ارمنی به‌دست آمد. شورش چیچَتَخما در سَگَرتیا و اعدامش.[۱۷]
7. ستون چهار، بند۴: پارت و هیرکانیا، به شورش فرورتیش ملحق می‌شوند؛ که توسط پدر داریوش، ویشتاسپ، سرکوب می‌شوند.[۱۸]
8. ستون چهار، بند۵: شورش فراده در مرو و سرنگونی‌اش توسط دادرشیش.[۱۹]
9. ستون چهار، بند۶: شورش وهیَزداته در پارس و اعدامش.[۲۰]
10. ستون چهار، بند۷: وقایع تحریک پیروان وهیَزداته در ارچوسیه و پایان دادن آن توسط ساتراپ ویوانه.[۲۱]
11. ستون پنج: شورش ارخهٔ ارمنی در بابل و اعدامش.[۲۲]
12. ستون پنج، بند۱: خلاصهٔ ۹ وانمودگر تخت شاهی و ۹ نبرد با آنان.[۲۳]
13. ستون پنج، بند۲: دلایل برخاستن و سرکوب این شورش‌ها: «دروغ» و بزرگداشت اهورامزدا.[۲۴]
14. ستون پنج، بند۳: هشدار دربارهٔ دروغ.[۲۵]
15. ستون پنج، بند۴: تصریح رسمی شاه دربارهٔ علاقه‌اش به حقیقت.[۲۶]
16. ستون پنج، بند۵: یگانگی موفقیت داریوش.[۲۷]
17. ستون پنج، بند۶: درخواست شاه به مردمان آینده برای منتشر کردن متن سنگ‌نوشته.[۲۸]
18. ستون پنج، بند۷: یاری اهورامزدا به داریوش.[۲۹]
19. ستون پنج، بند۸: درخواست شاه به شاهان آینده و کسانی که لوحه تاریخی بیستون را می‌بینند.[۳۰]
20. ستون پنج، بند۹: ۶ یاور داریوش علیه گئومات؛ راهنمایی شاهان آینده برای حمایت از نسل این حمایت کنندگان.[۳۱]
21. ستون پنج، بند۱۰: معرفی نوشته جدید و پراکنده شدن متن.[۳۲]
22. ستون پنج، بند۱۱: شورش ئَتَمَئیته در عیلام و سرنگونی‌اش توسط گبریَس.[۳۳]
23. ستون پنج، بند۱۲: پیروز داریوش بر سکاها به فرماندهی سکونخا.[۳۴]

نکته‌های اصلی سنگ‌نوشتهٔ بیستون از این قرار است: معرفی داریوش از زبان خود او، دودمان هخامنشی، چگونگی اعاده پادشاهی به هخامنشیان، شیوه حکومت داریوش، مرگ کمبوجیه، طغیان گئوماتا و کشته شدن او در پاییز ۵۲۲ ق م، شورش و طغیان در بسیاری از سرزمین‌ها و سرکوبی آن‌ها و اعاده نواحی بسیاری که از فرمانبرداری سر باز زده بودند، پیروزی‌هایی که در نوزده نبرد نصیب داریوش شده است و از جمله پیروزی مهم و دشوار بر سکاها، چگونگی استقرار آرامش و امنیت در امپراتوری پهناور، رد ادعاهای یاغیان ضد حکومت، هشدار نسبت به دروغگویی، دفاع از راستی و راستگویی، دعای نیک در حق کشور و مردم، سپاسگزاری داریوش از یاریهای اهورامزدا در غلبه بر معارضان و بازگشتن صلح، اندرز به شاهان آینده و کسانی که سنگ‌نوشتهٔ بیستون را می‌خوانند، نام کسانی که در غلبه بر گئوماتا از داریوش پشتیبانی کردند و اشاره به انتشار متن سنگ‌نوشته در سراسر قلمرو هخامنشی به خط میخی و سه زبان پارسی باستان، بابلی و ایلامی. این سنگ‌نوشته‌ها کلید کشف رمز کلیهٔ خطوط میخی گردید. به ویژه «سر هـ. رالینسون» در این موفقیت سهمی بسزا دارد. 

### منتخبی از متن کتیبه بیستون
- داریوش شاه گوید: «تو که از این پس شاه خواهی شد، خود را سخت از دروغ بپای، مردی که دروغزن باشد، او را خوب مجازات کن. اگمر چنین بیاندیشی: «کشور من در امان باشد»».(کتیبه یستون، ستون 4، سطر 36-40)[۳۵]
- داریوش شاه گوید: «اکنون آنچه من کردم تو را باور آید، پس آن را به مردم بگو، آن را پهنان مکن. اگر این سند را پنهان نکنی و آن را به مردم بگویی، اهوره‌مزدا دوست تو باد و دودمان تو افزون باد و دیر بزیی».(کتیبه بیستون، ستون چهارم، سطر 52-56).[۳۶]
- داریوش شاه گوید: «به لطف اهوره‌مزدا من شاه هستم، اهوره‌مزدا پادشاهی را به من عطا کرد».(بیستون، ستون اول: بند 11 و بعد).[۳۷]
- داریوش شاه گوید: «اهوره‌مزدا این پادشاهی را به من عطا کرد. اهوره‌مزدا مرا یاری داد تا این پادشاهی را گرفتم. به خواست اهوره‌مزدا من این پادشاهی را در اختیار دارم». (بیستون، ستون اول، سطر 24-26).[۳۸]

## پژوهش‌ها
عرصه به‌دست آبراهام والنتاین ویلیامز جکسون در سال ۱۹۰۳ میلادی مورد بررسی قرار گرفته است.

## نگارخانه

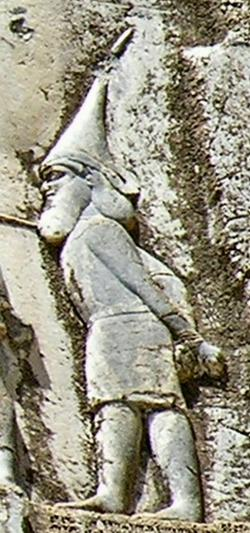
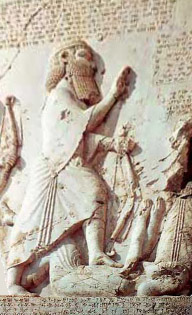
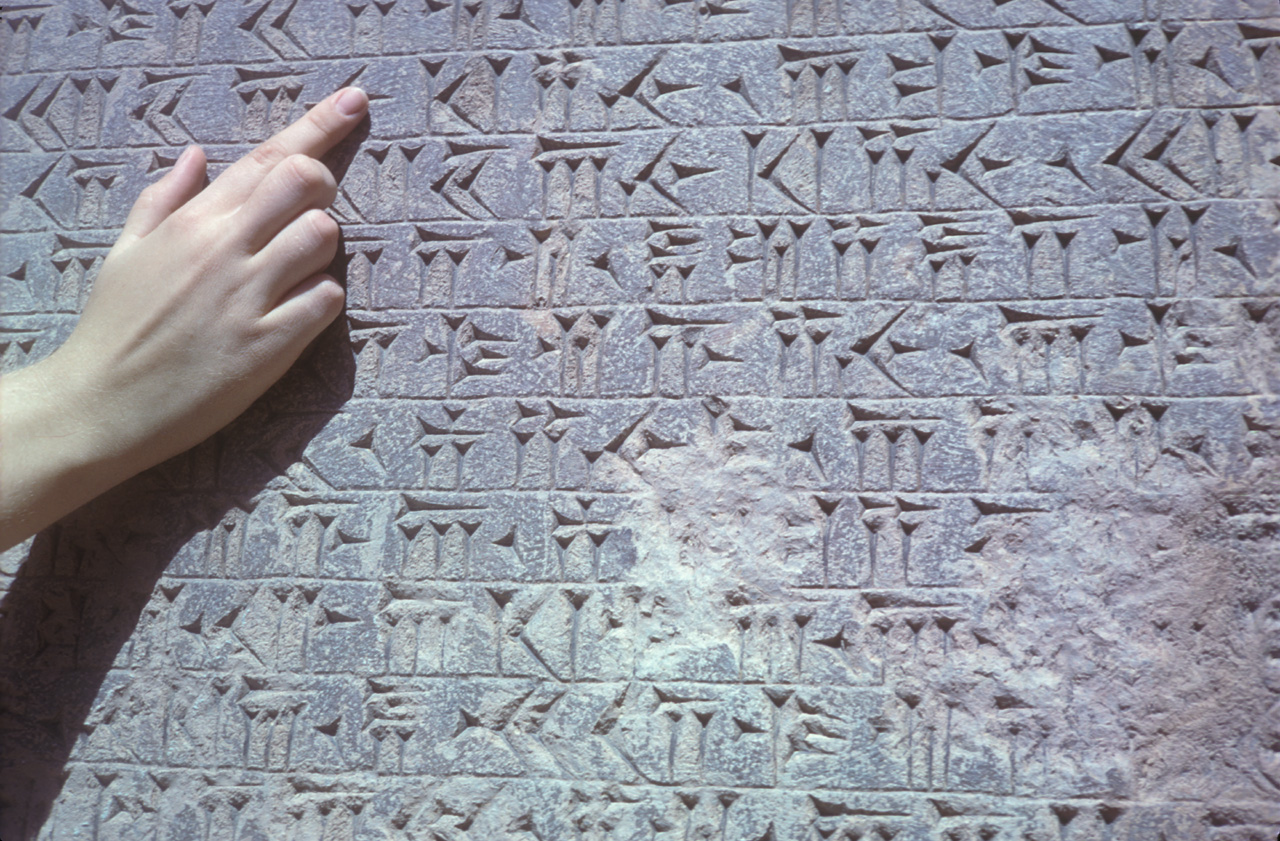
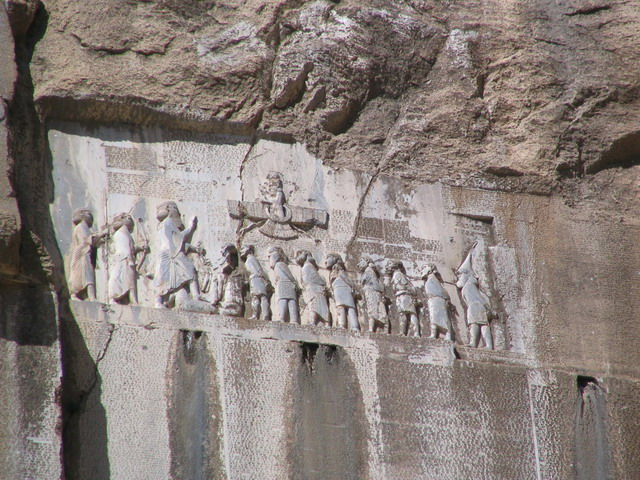

## آثار دوره‌های مختلف بر کوه بیستون
- سنگ‌نگاره گودرز
- تندیس هرکول
- سنگ‌نوشتهٔ شیخ علی خان زنگنه
- فرهاد تراش
- سنگ بلاش

## معادل انگلیسی
1. ↑  Gobri
2. ↑  Aspatina
3. ↑  Tigra Khaoda